# Peste de Cipriano
A Peste ou Praga de Cipriano é o nome atribuído a uma pandemia, provavelmente de varíola ou sarampo, que afligiu o Império Romano por duas décadas durante a Crise do terceiro século. Sua origem é desconhecida, embora os autores clássicos tenham postulado que fosse a Etiópia. Seu nome deriva do Bispo Cipriano de Cartago que descreveu-a ca. 250. Ela afetou inúmeras cidades populosas do período como Alexandria, no Egito, e Roma, na Itália, ceifando milhares de vidas.
Segundo as fontes, no auge da pandemia alegadas 5 000 pessoas morriam por dia na capital imperial. Ela ainda estava no seu auge de 270, quando é relatado que o imperador romano Cláudio II (r. 268–270), à época estacionado com seu exército em Sirmio, falecera de peste. Ela causou uma ampla escassez de mão de obra para a agricultura e o exército e pode ter influenciado, segundo consenso moderno, a expansão do cristianismo do interior do império.

## Relatos contemporâneos

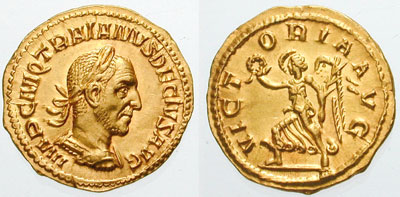
Áureo de Décio r.

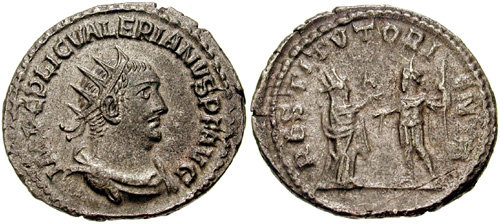
Antoniniano de Valeriano r.

Segundo estimado, os primeiros surtos da praga emergem no porção oriental do Império Romano já pelos últimos anos da década de 240, vindo a alcançar a Itália em 248. Em 251, sabe-se que ela vitimou Hostiliano (r. 251), coimperador de Treboniano Galo (r. 251–253) e filho de Décio (r. 249–251), que falecera lutando com os godos de Cniva na batalha de Abrito. De 250 para 266, no auge do surto, diz-se que 5 000 pessoas morriam por dia em Roma.
Gregório de Níssa e Eusébio de Cesareia deixaram importantes relatos do aparecimento súbito da peste e de sua terrível violência. Sabe-se por meio deste e doutros relatos que por 256 a doença teria alcançado uma cidade do Ponto Polemoníaco após a reunião de grande quantidade de pessoas no teatro local, como punição pela temeridade dos espectadores em desafiarem Júpiter, em cuja honra a atuação era feita. Em 259/260, o imperador romano Valeriano (r. 253–260), que à época estava no Oriente enfrentando invasões de godos e do Império Sassânida sob Sapor I (r. 240–270), sofreria pesadas baixas em decorrência da peste, o que lhe custaria uma esmagadora derrota na batalha de Edessa.
Cipriano traçou analogias morais em seus sermões para a comunidade cristã e traçou uma figura de linguagem dos sintomas da peste em seu ensaio Sobre a Mortalidade (De Mortalitate):
| “ | Esta provação, que agora as entranhas, relaxadas em um fluxo constante, descarregam a força física; que um fogo originário na medula fermenta nas feridas da garganta; que os intestinos estão agitados com contínuos vômitos; que os olhos estão em fogo com o sangue injetado; que em alguns casos os pés ou algumas partes dos membros são removidos pelo contágio da putrefação da doença; que da fraqueza surgida pela mutilação e perda do corpo, também a marcha é enfraquecida, ou a audição obstruída, ou a visão escurecida; — é proveitoso como uma prova de fé. Que grandeza de espírito é essa para lutar com todas as forças de uma mente inabalada contra tantos ataques de devastação e morte! Que sublimidade, para permanecer ereto entre a desolação da raça humana, e não mentir prostrado com aqueles que não tem fé em Deus; mas em vez de se alegrar, e abraçar o benefício da ocasião; que nesta [está] corajosamente manifestando nossa fé, e pelo sofrimento suportou, indo daqui pra frente com Cristo pelo caminho estreito que Cristo pisou, nós podemos receber a recompensa da vida Dele e fé segundo Seu julgamento. | ” |

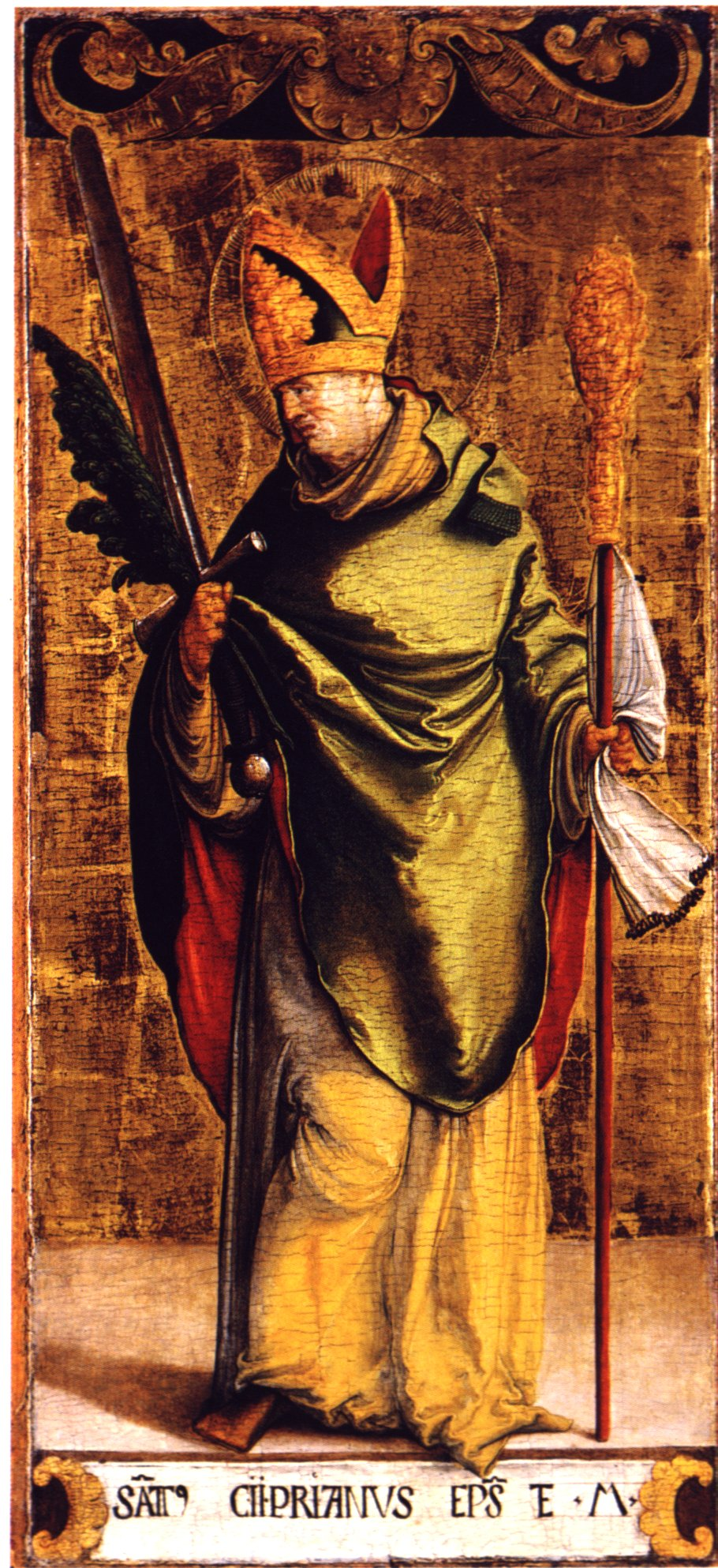
Cipriano de Cartago em óleo sobre tela de Mestre de Meßkirch

O biógrafo de Cipriano, Pôncio de Cartago, escreveu um relato sobre a peste em Cartago:
| “ | Mais tarde lá eclodiu uma peste terrível, e destruição excessiva de uma doença odiosa invadiu em sucessão cada casa da população agitada, levando dia após dia com ataque abrupto a inúmeras pessoas, cada uma de sua própria casa. Todos estavam estremecendo, fugindo, esquivando-se do contágio, impiedosamente expondo seus próprios amigos, como se com a exclusão da pessoa que era certo que morreria da peste, também pudessem excluir a morte em si. Lá estava sobre o entrementes, sobre a cidade toda, não mais corpos, mas as carcaças de muitos, e, pela contemplação de muito que na vez deles seria deles, demandaram a piedade dos viajantes para si mesmos. Ninguém considerou nada além de seus próprios ganhos. Ninguém tremia na recordação de um evento similar. Ninguém fez para o outro o que desejou experimentar. | ” |

Em Cartago, a perseguição de Décio, desencadeada no início da peste, procurou bodes expiatórios cristãos como justificativa do surto epidêmico. 50 anos depois, o norte africano convertido ao cristianismo Arnóbio de Sica defendeu sua nova religião das alegações pagãs em seu Aversão dos Povos (em latim: Adversus Gentes):
| “ | Sendo assim, e desde que nenhuma influência estrangeira tenha subitamente se manifestado para quebrar o curso contínuo de eventos, interrompendo sua sucessão, o que é o fundamento da alegação, que a peste foi trazida sobre a terra após a religião cristã vir ao mundo, e após ela revelar os mistérios da verdade escondida? Mas pestilências, diz meu opositores, e secas, guerras, fomes, gafanhotos, camundongos e granizos, e outras coisas prejudiciais, pelo que a propriedade dos homens é assaltada, os deuses trazem sobre nós, incensados como são por suas injustiças e por suas transgressões. | ” |

A peste ainda assolava o Império Romano pelos anos 270: no relato da guerra contra os godos travada por Cláudio II (r. 268–270) fornecido pela História Augusta afirma-se que "no consulado de Antioquiano e Órfito o favor do céu promoveu o sucesso de Cláudio. Para uma grande multidão, os sobreviventes das tribos bárbaras, que tinham se acumulado em Hemimonto, estavam tão abalados com a fome e pestilência que Cláudio agora desdenhou conquistá-los ainda mais". E "durante essa mesma época, os citas tentaram saquear Creta e Chipre também, mas em todo lugar seus exércitos eram abalados com pestilência e assim foram derrotados." Apesar de tais sucessos, sabe-se que o próprio Cláudio II contraiu a doença e faleceu em Sírmio em 270.

## Epidemiologia

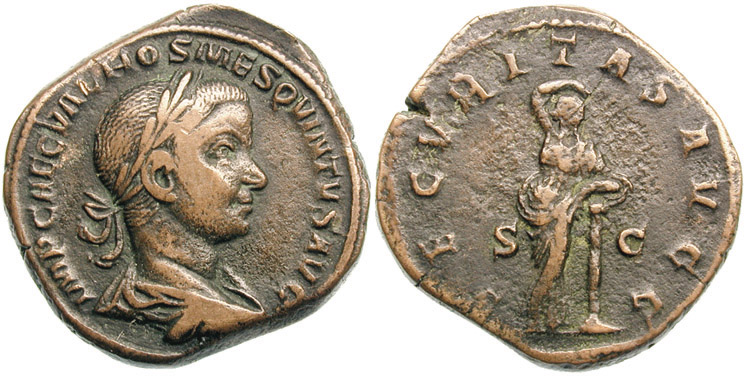
Sestércio de Hostiliano r.. Ele foi um dos primeiros indivíduos a falecerem da doença segundo as fontes

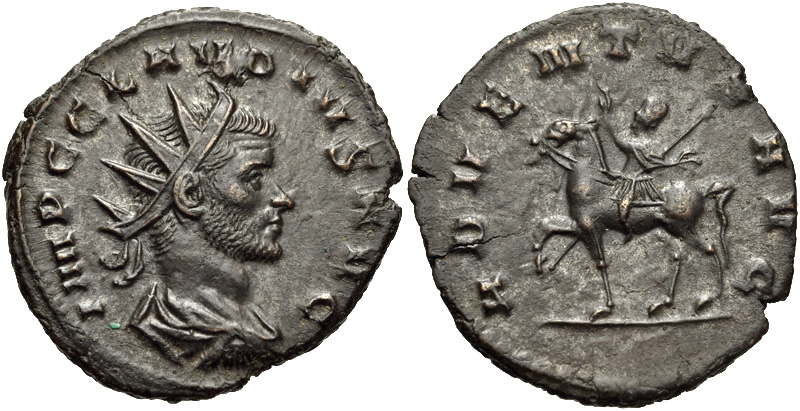
Antoniniano de r.. Ele faleceu da doença em 270, sendo um dos casos mais tardios relatados

A devastação severa da população europeia pela Peste de Cipriano e sua predecessora Peste Antonina (166–180) pode indicar que a população não possuía exposição anterior - ou imunidade - para a causa. Os autores latinos supuseram que ela originou-se na Etiópia e dali espalhou-se através do Egito em direção a Europa e então por todo o mundo conhecido, do Egito a Escócia. Em cidades como Alexandria a mortalidade foi enorme e o espalhar da peste deveu-se principalmente às inúmeras ações militares nas províncias vizinhas e, portanto, ao grande trânsito de soldados e invasores. Tal situação foi semelhante na Europa, onde as tribos bárbaras repetidamente invadiram a Gália e as províncias do Danúbio.
Segundo o relato de Cipriano, os sintomas da doença eram olhos vermelhos e garganta inflamada, gangrena dos pés e diarreia e vômito contínuos aos quais se seguia perda da audição e cegueira. Segundo outras fontes sobreviventes, os enfermos ainda sentiam febre forte e sede insaciável. De acordo com Cedreno, a doença podia se espalhar indiretamente através das roupas de uma pessoa infectada. Para o estudioso Haeser, provavelmente a praga teria sido uma manifestação de peste bubônica. Ele baseou-se no fato de, segundo os autores clássicos, a doença possuir um ritmo epidêmico sazonal, com sucessivos surtos começando no outono e perdurando até o clima quente de julho. Contudo, devido à carência de relatos que citem bubos ou inchaço glandular como sintomas, tal teoria é considerada falha.
Segundo o historiador William H. McNeill, a Peste Antonina e a Peste de Cipriano foram as primeiras transferências de hospedeiros animais para a humanidade de duas doenças diferentes, varíola e sarampo, embora não necessariamente nesta ordem. O consenso moderno, contudo, parece favorecer a teoria que ambos os surtos eram de varíola. Esta última visão parece mais provável dado um estudo recente que estimou que o vírus do sarampo provavelmente divergiu de seu parente mais próximo peste bovina apenas nos séculos XI-XII. Apesar disso, com base em estudos linguísticos, supõe-se que o sarampo já era conhecido desde entre o período das migrações bárbaras e a fragmentação imperial.

## Legado
A Peste de Cipriano propagou-se em meio à chamada Crise do terceiro século, um período caracterizado por sucessivas usurpações, invasores e ataques às fronteiras imperiais pelas tribos bárbaras e pelo Império Sassânida e um exponencial aumento da tributação para arcar com os altos custos da manutenção do exército imperial cada vez mais necessário. Nesse sentido, ela insere-se como um dos fatores importantes para se entender os inúmeros revezes da época. Dentre as consequências imediatas da propagação da doença está a redução da população imperial. Como notado por Haeser:
| “ | [Os] homens lotavam as grandes cidades; apenas os campos mais próximos eram cultivados; os mais distantes ficaram cobertos [com plantas], e foram usados como reservas de caça; a propriedade fundiária tinha valor algum, pois a população tinha diminuído tanto que grãos suficientes para alimentá-los poderiam ser cultivados em áreas cultiváveis limitadas. | ” |

Pelo período registra-se um decréscimo do número de pagantes de impostos em alguns assentamentos egípcios e na Itália Central detectou-se o abandono de grandes territórios, o que propiciou o desenvolvimento de pântanos e, consequentemente, o surgimento de pestilências, inclusive nas saudáveis áreas costeiras da Etrúria e Lácio. Além disso, o exército, em constante marcha pelo império, também seria afetado, com inúmeros casos relatados da propagação da pestilência entre os soldados.
Outra questão a se considerar é o cristianismo. É postulado pelos estudiosos que a peste de Cipriano teria sido um dos principais fatores que levaram à ampla conversão dos romanos aos cristianismo durante o século III. Durante este período, segundo o autor latino Barônio, originou-se o costume cristão de trajar preto como uma cor de luto. Tal uso fora registrado no reinado de Adriano (r. 117–138), quando o imperador trajou roupas pretas por nove dias após a morte de Plotina, a esposa de Trajano (r. 98–117).